# Purpurpest
Der Begriff Purpurpest bezeichnet in der Aufbau- und Verbindungstechnik einen häufigen Ausfallmechanismus von drahtgebondeten Gold-Aluminium-Kontakten durch Wachstum von intermetallischen Gold-Aluminium-Verbindungen. Über die Lebenszeit wachsen diese Phasen über Diffusionsprozesse im Metall an (Kirkendall-Effekt) und es entstehen dabei Leerstellen/Lunker/Löcher (engl. Kirkendall voids).

## Beschreibung

Schematische Darstellung eines Gold-Aluminium-Bondkontakts mit der Ausprägung einer intermetallischen Phase (Purpurpest)

Phasendiagramm Gold-Aluminium

Beim Bonden von Anschlüssen aus Gold auf Aluminiumkontaktflächen kann es bei erhöhten Temperaturen (> 340 °C) zur Ausbildung von verschiedenen intermetallischen Gold-Aluminium-Verbindungen kommen, wie Au4Al, Au5Al2 („Weiße Pest“) und AuAl sowie das purpurfarbige AuAl2.
Die Ausbildung dünner Schichten an der Verbindungsstelle ist ein normaler Bestandteil beim Gold-Aluminium-Bonden. Diese Phasen werden bei nachfolgenden Prozessen, wie der Gehäusung (typischerweise bei 175 °C für 3 bis 5 Stunden), größer; dünne Schichten (ein paar Monolagen) solcher Verbindungen entstehen auch, wenn saubere Oberflächen der beiden Metalle in Kontakt gebracht werden, beispielsweise wenn sie aufgedampft werden. Dabei wandert (diffundiert) Aluminium aus der Kontaktfläche in Richtung des Golddrahtes, bis es verbraucht ist. Da die intermetallische Verbindung einen höheren spezifischen elektrischen Widerstand aufweist, erhöht sich mit dem Phasenwachstum der Kontaktwiderstand. Weiterhin ist die intermetallische Verbindung AuAl2 eher spröde, so dass die Kontakte bei mechanischer Belastung leichter brechen können.
Daher führt die „Purpurpest“ zu einer erheblichen Verschlechterung der Zuverlässigkeit von Halbleiterbauelementen bzw. integrierten Schaltungen.

## Namensgebung
Die Bezeichnung „Pest“ wurde bereits in den 1960er Jahren geprägt, als massive Probleme bei der Herstellung von Gold-Aluminium-Kontakten durch die Ausbildung der intermetallischen Verbindungen auftraten. Damals gab es noch keine detaillierten metallurgischen Untersuchungen zu diesem Problem und es wurde die charakteristische Farbe (Purpur) der Kontakte namensgebend. Die Farbe geht auf die Farbe der aluminiumreichen, intermetallischen Verbindung AuAl2 zurück.
Bei heutigen Bauelementen tritt dieser Fehler nur noch selten auf. Das Problem hat aber immer noch Bedeutung, insbesondere bei Hochfrequenz- und Hochleistungsbauelementen.